# Schwedische Meisterschaften im Biathlon 2012
Die Schwedischen Meisterschaften im Biathlon 2012 wurden vom 27. bis zum 28. Januar in Östersund und vom 30. März bis zum 1. April in Sollefteå ausgetragen. Gastgeber waren die ansässigen Biathlonvereine Biathlon Östersund IF und I 21 IF Skidskytte. Bei der ersten Station wurden Wettbewerbe im Einzel und Massenstart, bei der zweiten Station Wettbewerbe im Sprint, in der Verfolgung sowie in der Staffel, sowohl für Männer als auch für Frauen, veranstaltet.
Da der erste Teil während und der zweite Teil der Meisterschaften fast zwei Wochen nach dem Ende des Biathlon-Weltcups 2011/2012 abgehalten wurden, waren die Teilnehmerfelder sehr unterschiedlich besetzt. So fehlten etwa beim ersten Teil die Weltcupstarter Carl Johan Bergman, Fredrik Lindström, Helena Ekholm und Anna-Karin Strömstedt. Björn Ferry blieb den gesamten Titelkämpfen fern. Die erfolgreichste Starterin war Helena Ekholm, die bei drei Starts drei Titel gewann und danach ihre Karriere beendete. Bei den Herren gelangen Carl Johan Bergman bei drei Starts zwei Einzelsiege und ein zweiter Platz mit der Staffel.

## Männer

### Einzel 20 km
| Platz | Starter           | Verein                | Zeit      | Schießfehler |
| ----- | ----------------- | --------------------- | --------- | ------------ |
| 1     | Gabriel Stegmayr  | Dala-Järna IK         | 1:03:20,4 | 0-1-1-2      |
| 2     | Pontus Olsson     | I 19 IF               | 1:05:54,1 | 0-2-2-3      |
| 3     | Niclas Larsson    | Dala-Järna IK         | 1:06:06,6 | 0-2-0-2      |
| 4     | Robert Sjöström   | I 21 IF               | 1:06:54,3 | 3-0-0-3      |
| 5     | Daniel Gustavsson | Biathlon Östersund IF | 1:06:55,3 | 1-2-3-1      |
| 6     | Tobias Arwidson   | Lima SKG              | 1:07:00,1 | 2-0-1-1      |
| 7     | Simon Hallström   | Lima SKG              | 1:07:46,3 | 0-1-4-3      |
| 8     | Henrik Fristedt   | SK Bore               | 1:08:14,5 | 0-2-1-0      |
| 9     | Emil Linell       | I 21 IF               | 1:08:36,2 | 1-2-0-3      |
| 10    | Christian Bache   | Tullus SG             | 1:09:39,5 | 3-1-1-2      |

Datum: 27. Januar 2012

Alle 14 gestarteten Biathleten erreichten das Ziel. Magnus Jonsson und Erik Forsgren waren gemeldet, traten aber nicht an.

### Massenstart 15 km
| Platz | Starter             | Verein                | Zeit    | Schießfehler |
| ----- | ------------------- | --------------------- | ------- | ------------ |
| 1     | Magnus Jonsson      | Biathlon Östersund IF | 40:15,0 | 1-0-3-1      |
| 2     | Christofer Eriksson | Tullus SG             | 41:31,8 | 2-0-1-2      |
| 3     | Johnny Gode         | Sundsvall Biathlon    | 42:16,2 | 2-1-2-1      |
| 4     | Ted Armgren         | Vilhelmina SSK        | 42:25,5 | 3-1-2-3      |
| 5     | Gabriel Stegmayr    | Dala-Järna IK         | 42:27,0 | 1-3-2-1      |
| 6     | Erik Forsgren       | Tullus SG             | 42:52,8 | 4-1-1-0      |
| 7     | Daniel Gustavsson   | Biathlon Östersund IF | 43:06,8 | 1-1-2-1      |
| 8     | Simon Hallström     | Lima SKG              | 43:07,6 | 0-0-2-2      |
| 9     | Olle Olsson Bad     | Tullus SG             | 43:13,9 | 0-0-2-1      |
| 10    | Niclas Larsson      | Dala-Järna IK         | 43:18,2 | 1-0-2-0      |

Datum: 28. Januar 2012

Von 27 gestarteten Biathleten erreichten 26 das Ziel, nur Niklas Forsberg gab vorzeitig auf. Fredrik Lindström, Tobias Arwidson und Pontus Olsson waren gemeldet, traten aber nicht an.

### Sprint 10 km
| Platz | Starter             | Verein                | Zeit    | Schießfehler |
| ----- | ------------------- | --------------------- | ------- | ------------ |
| 1     | Carl Johan Bergman  | Ekshärads SF          | 28:40,7 | 2–0          |
| 2     | Christofer Eriksson | Tullus SG             | 29:47,2 | 0–2          |
| 3     | Ted Armgren         | Vilhelmina SSK        | 30:17,5 | 2–2          |
| 4     | Joël Sloof          | SK Bore               | 30:24,5 | 0–1          |
| 5     | Tobias Arwidson     | Lima SKG              | 30:36,8 | 1–0          |
| 6     | Magnus Jonsson      | Biathlon Östersund IF | 30:50,8 | 3–2          |
| 7     | David Ekholm        | Ekshärads SF          | 31:21,9 | 1–2          |
| 8     | Gabriel Stegmayr    | Dala-Järna IK         | 31:30,6 | 0–1          |
| 9     | Christian Bache     | Tullus SG             | 31:53,3 | 0–3          |
| 10    | Henrik Forsberg     | Biathlon Östersund IF | 31:53,4 | 1–0          |

Datum: 30. März 2012

Alle 17 gestarteten Biathleten erreichten das Ziel. Johnny Gode war gemeldet, trat aber nicht an.

### Verfolgung 12,5 km
| Platz | Starter             | Verein                | Zeit    | Schießfehler |
| ----- | ------------------- | --------------------- | ------- | ------------ |
| 1     | Carl Johan Bergman  | Ekshärads SF          | 34:48,7 | 0-1-1-0      |
| 2     | Christofer Eriksson | Tullus SG             | 38:10,0 | 0-0-3-1      |
| 3     | Ted Armgren         | Vilhelmina SSK        | 38:38,4 | 1-2-0-2      |
| 4     | Magnus Jonsson      | Biathlon Östersund IF | 39:11,5 | 0-3-3-1      |
| 5     | Tobias Arwidson     | Lima SKG              | 40:00,3 | 2-0-2-1      |
| 6     | David Ekholm        | Ekshärads SF          | 40:33,0 | 0-2-2-1      |
| 7     | Joël Sloof          | SK Bore               | 41:11,3 | 1-0-2-1      |
| 8     | Christian Bache     | Tullus SG             | 42:07,1 | 1-1-3-2      |
| 9     | Gabriel Stegmayr    | Dala-Järna IK         | 42:27,0 | 0-2-2-3      |
| 10    | Erik Forsgren       | Dala-Järna IK         | 42:38,2 | 1-1-3-2      |

Datum: 1. April 2012

Alle 15 gestarteten Biathleten erreichten das Ziel. Niclas Larsson und Pontus Olsson waren gemeldet, traten aber nicht an.

### Staffel 4 × 7,5 km
| Platz | Starter                                              | Verein                  | Zeit      | Strafrunden |
| ----- | ---------------------------------------------------- | ----------------------- | --------- | ----------- |
| 1     | Christian Bache Christofer Eriksson Erik Forsgren    | Tullus SG I             | 1:00:15,1 | 1-0 0-0     |
| 2     | David Ekholm Sebastian Wredenberg Carl Johan Bergman | Ekshärads SF I          | 1:01:11,6 | 0-0         |
| 3     | Viktor Olsson Bad Jonas Häggström Fredrik Lindström  | Anundsjö SF I           | 1:01:13,9 | 0-0         |
| 4     | Magnus Jonsson Daniel Gustafsson Viktor Agestam      | Biathlon Östersund IF I | 1:01:14,1 | 0-1 1-0 0-0 |
| 5     | Sean Doherty Casey Smith Erik Ögren                  | GB IF/USA/MIX I         | 1:03:08,9 | 0-0         |
| 6     | Ted Armgren Hannes Kerro Mikael Persson              | Vilhelmina SSK I        | 1:03:30,5 | 0-2 0-0     |
| 7     | Jakob Börjesson Simon Hallström Tobias Arwidson      | Lima SKG I              | 1:03:33,1 | 0-0 0-1 0-0 |
| 8     | Joël Sloof Henrik Fristedt Luciën Sloof              | SK Bore I               | 1:04:31,3 | 0-0 0-1     |
| 9     | Niclas Larsson Anna Kvarnström Gabriel Stegmayr      | Dala-Järna IK I         | 1:05:27,2 | 0-0 0-2     |
| 10    | Pontus Olsson Tobias Karlsson Albert Askegren        | Piteå/Älvsbyn/I19 mix I | 1:11:29,3 | 0-2 0-5     |

Datum: 31. März 2012

Alle zehn gestarteten Staffeln erreichten das Ziel. Tullus SG II war gemeldet, trat aber nicht an.

## Frauen

### Einzel 20 km
| Platz | Starter           | Verein                | Zeit    | Schießfehler |
| ----- | ----------------- | --------------------- | ------- | ------------ |
| 1     | Emelie Larsson    | SK Bore               | 51:31,5 | 1-1-2-0      |
| 2     | Elin Mattsson     | SK Bore               | 51:43,9 | 0-2-0-3      |
| 3     | Mona Brorsson     | Beteds SKF            | 52:26,6 | 0-0-2-1      |
| 4     | Anna Wikström     | Mora Biathlonklubb    | 54:10,6 | 1-1-0-1      |
| 5     | Åsa Lif           | Lima SKG              | 54:50,0 | 1-2-1-2      |
| 6     | Olga Alifiravets  | Biathlon Östersund IF | 55:50,3 | 0-1-2-1      |
| 7     | Kathrine Larsson  | SK Bore               | 55:57,0 | 1-1-1-0      |
| 8     | Kim Adolfsson     | Finnskoga IF          | 56:14,4 | 2-1-0-3      |
| 9     | Agnes Wredenberg  | Ekshärads SF          | 56:17,7 | 0-3-0-1      |
| 10    | Marielle Molander | I 21 IF               | 56:38,0 | 0-1-0-3      |

Datum: 27. Januar 2012

Alle 16 gestarteten Biathletinnen erreichten das Ziel. Malin Jakobsson war gemeldet, trat aber nicht an.

### Massenstart 12,5 km
| Platz | Starter            | Verein                 | Zeit    | Schießfehler |
| ----- | ------------------ | ---------------------- | ------- | ------------ |
| 1     | Anna Maria Nilsson | Biathlon Östersund IF  | 39:51,8 | 0-0-0-2      |
| 2     | Jenny Jonsson      | I 21 IF                | 41:29,9 | 0-1-1-0      |
| 3     | Elisabeth Högberg  | I 21 IF                | 42:07,0 | 0-1-2-0      |
| 4     | Elin Mattsson      | SK Bore                | 42:09,4 | 0-0-3-2      |
| 5     | Emelie Larsson     | SK Bore                | 42:58,6 | 2-1-0-1      |
| 6     | Mona Brorsson      | Beteds SKF             | 43:19,4 | 2-0-2-1      |
| 7     | Åsa Lif            | Lima SKG               | 43:33,9 | 1-2-0-1      |
| 8     | Hanna Öberg        | Piteå Skidskytte Klubb | 43:47,2 | 1-0-1-1      |
| 9     | Olga Alifiravets   | Biathlon Östersund IF  | 44:15,6 | 1-0-0-1      |
| 10    | Kim Adolfsson      | Finnskoga IF           | 44:18,2 | 0-1-0-1      |

Datum: 28. Januar 2012

Von 21 gestarteten Biathletinnen erreichten 20 das Ziel, nur Malin Jakobsson gab vorzeitig auf. Ingela Andersson und Linn Adolfsson waren gemeldet, traten aber nicht an.

### Sprint 7,5 km
| Platz | Starter               | Verein             | Zeit    | Schießfehler |
| ----- | --------------------- | ------------------ | ------- | ------------ |
| 1     | Helena Ekholm         | I 21 IF            | 26:40,6 | 2–1          |
| 2     | Elisabeth Högberg     | I 21 IF            | 26:56,2 | 0–0          |
| 3     | Anna-Karin Strömstedt | Stockholm Biathlon | 28:41,5 | 3–2          |
| 4     | Elin Mattsson         | SK Bore            | 29:19,7 | 2–1          |
| 5     | Jenny Jonsson         | I 21 IF            | 29:51,5 | 0–0          |
| 6     | Emelie Larsson        | SK Bore            | 30:07,1 | 1–3          |
| 7     | Anna Kvarnström       | Dala-Järna IK      | 30:38,6 | 0–0          |
| 8     | Åsa Lif               | Lima SKG           | 30:41,0 | 3–3          |
| 9     | Mona Brorsson         | Beteds SKF         | 30:48,0 | 2–1          |
| 10    | Agnes Wredenberg      | Ekshärads SF       | 32:03,5 | 1–1          |

Datum: 30. März 2012

Von 16 gestarteten Biathletinnen erreichten 15 das Ziel. Anna Maria Nilsson, Malin Jakobsson und Olga Alifiravets waren gemeldet, traten aber nicht an.

### Verfolgung 10 km
| Platz | Starter               | Verein             | Zeit    | Schießfehler |
| ----- | --------------------- | ------------------ | ------- | ------------ |
| 1     | Helena Ekholm         | I 21 IF            | 31:31,4 | 3-0-0-0      |
| 2     | Elisabeth Högberg     | I 21 IF            | 33:15,2 | 1-1-1-0      |
| 3     | Anna-Karin Strömstedt | Stockholm Biathlon | 36:59,1 | 1-3-3-1      |
| 4     | Elin Mattsson         | SK Bore            | 38:27,6 | 1-2-3-1      |
| 5     | Emelie Larsson        | SK Bore            | 40:28,7 | 1-0-4-1      |
| 6     | Anna Kvarnström       | Dala-Järna IK      | 40:43,9 | 0-0-1-3      |
| 7     | Mona Brorsson         | Beteds SKF         | 41:04,4 | 1-3-2-3      |
| 8     | Åsa Lif               | Lima SKG           | 41:12,9 | 1-2-3-3      |
| 9     | Agnes Wredenberg      | Ekshärads SF       | 43:12,7 | 2-1-2-0      |
| 10    | Kim Adolfsson         | Finnskoga IF       | 44:44,4 | 1-3-4-1      |

Datum: 1. April 2012

Alle zwölf gestarteten Biathletinnen erreichten das Ziel. Jenny Jonsson, Malin Jonsson und Monika Lund waren gemeldet, traten aber nicht an.

### Staffel 4 × 6 km
| Platz | Starter                                             | Verein                   | Zeit      | Strafrunden |
| ----- | --------------------------------------------------- | ------------------------ | --------- | ----------- |
| 1     | Elisabeth Högberg Marielle Molander Helena Ekholm   | I 21 IF I                | 58:11,1   | 0-0         |
| 2     | Chardine Sloof Emelie Larsson Elin Mattsson         | SK Bore I                | 58:55,8   | 0-0 0-1     |
| 3     | Felicia Lindqvist Marika Backman Sofia Myhr         | Hede SK I                | 1:01:33,3 | 0-0         |
| 4     | Linn Persson Katrine Larsson Emma Nilsson           | SK Bore II               | 1:01:39,4 | 0-0         |
| 5     | Anna Magnusson Hanna Öberg Sofia Henriksson         | Piteå Skidskytte Klubb I | 1:01:45,2 | 0-1 0-0 0-2 |
| 6     | Anna-Karin Strömstedt Tara Gerathy-Moats Regina Oja | SWE/USA/EST/MIX I        | 1:04:19,3 | 0-1 1-3 2-2 |
| 7     | Frida Gustavsson Anna Snell Johanna Ågran           | Tullus SG I              | 1:05:35,4 | 0-0 2-2     |
| 8     | Agnes Wredenberg Emma Lundbäck Monika Lund          | Ekshärads SF I           | 1:14:50,4 | 0-2 0-1 4-4 |

Datum: 31. März 2012

Alle acht gestarteten Staffeln erreichten das Ziel. I 21 IF II war gemeldet, trat aber nicht an.